# Therese and Isabelle
Therese and Isabelle (en francés: Thérèse et Isabelle) es una película dramática erótica de 1968 dirigida por Radley Metzger a partir de un guion de Jesse Vogel, basado en la novela de 1966 Thérèse et Isabelle de Violette Leduc.

## Argumento
Dos jóvenes mujeres comparten un amor apasionado y clandestino en un internado para niñas.

## Reparto
- Essy Persson como Thérèse
- Anna Gaël como Isabelle
- Barbara Laage como la madre de Thérèse
- Anne Vernon como Mademoiselle Le Blanc
- Maurice Teynac como Monsieur Martin

## Recepción
Las críticas de la adaptación cinematográfica de Thérèse et Isabelle han sido generalmente favorables, aunque no con todos los críticos.